# Krylata
Анастасія Володимирівна Завадська, сценічне ім'я Krylata (Крилата; Нетішин, Хмельницька область) — українська співачка та авторка пісень.

## Життя і творчість

### Ранні роки
Завадська народилася в місті Нетішин, Хмельницької області. Вона почала займатися музикою з чотирьох років і вже у 10 років у дуеті з Анастасією Лисухою взяла участь у вокальне талант-шоу «Голос. Діти».
У 15 років Завадська переїхала до Києва, де здобула освіту в академії ім. Глієра та естрадно-цирковій академії. Вона також брала участь у дитячому фестивалі «Чорноморські ігри-2019».
Першу пісню під псевдонімом Krylata артистка написала разом із Михайлом Клименком, лідером гурту Adam. 

### 2023—дотепер: Нацвідбори на «Євробачення»
Наприкінці 2023 року стало відомо що Krylata потрапила до лонглиста національного відбору на «Євробачення-2024» із піснею «Queen», але до шортлиста її не обрали.
Восени 2024 року вона стала суперфіналісткою талант-шоу «Неймовірні дуети».
20 грудня 2024 року стало відомо що Krylata потрапила до фіналу нацвідбору на «Євробачення-2025» із піснею «Stay True». Ця композиція розповідає про подолання життєвих труднощів і важливість залишатися вірним собі.